# 哈盆自然保留區

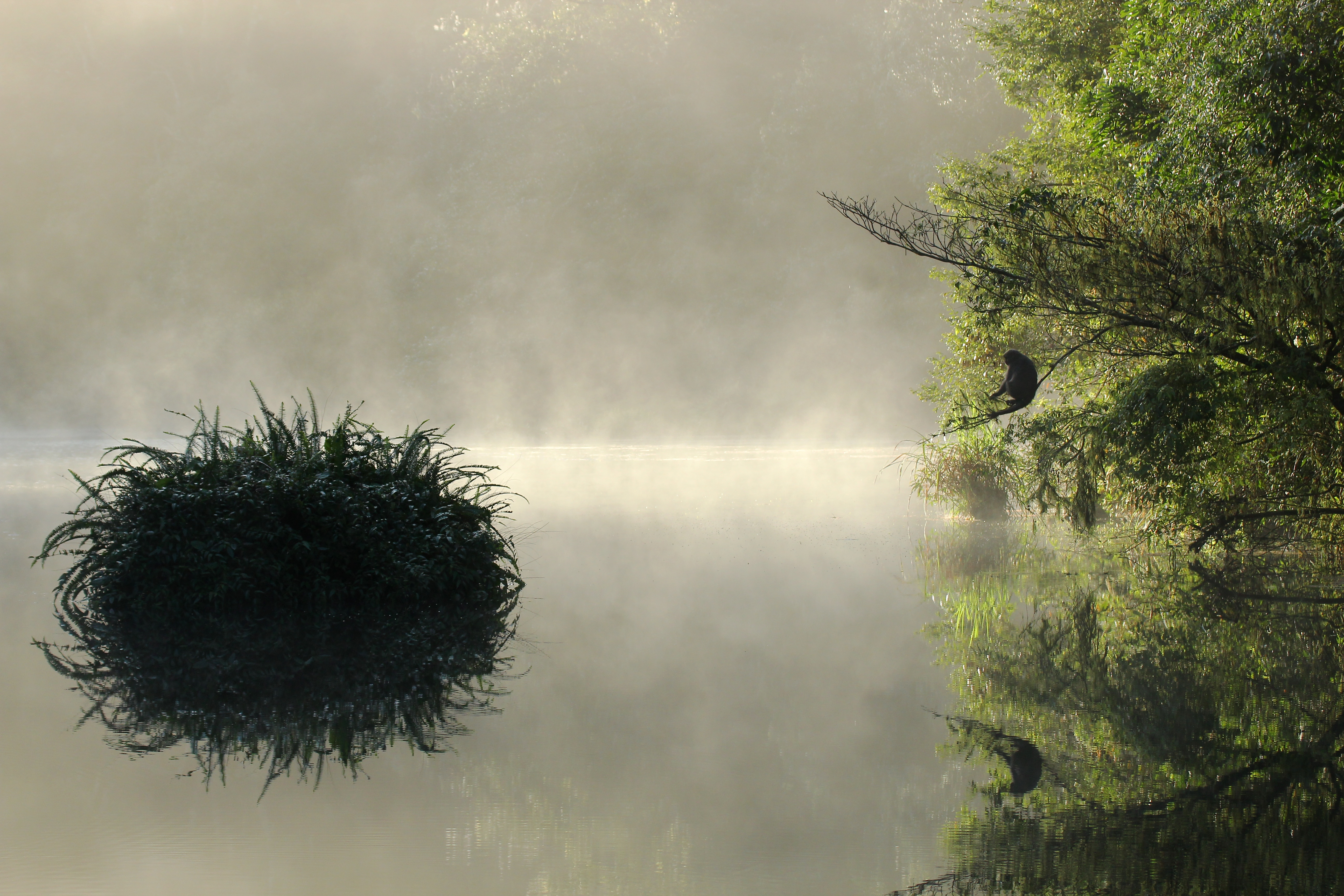
哈盆自然保留區全年多霧，適合松蘿的生長。冬季清晨，台灣獼猴坐在樹上採食鮮嫩的松蘿

哈盆自然保留區位於中華民國新北市、臺灣宜蘭縣交界，是依據《文化資產保存法》設立的自然保留區。位於福山實驗林內。全區為雪山山脈主、支稜所環抱而成的盆地，有南勢溪上游哈盆溪與蘭陽溪上游粗坑溪流經東西兩側。

## 外部連結
- 林務局自然保育網-哈盆自然保留區（页面存档备份，存于）
- 臺灣大百科全書-哈盆自然保留區（页面存档备份，存于）
- pretectedplanet.net（页面存档备份，存于）（英文）